# Gunungiella spila
Gunungiella spila är en nattsländeart som beskrevs av Wolfram Mey 1998. Gunungiella spila ingår i släktet Gunungiella och familjen stengömmenattsländor. Inga underarter finns listade i Catalogue of Life.